# Warja Lavater
Warja Lavater (* 28. September 1913 in Winterthur; † 3. Mai 2007 in Zürich – nach der Heirat Warja Honegger-Lavater) war eine international bekannte Schweizer Grafikerin, Illustratorin, Buchkünstlerin, Filmemacherin und Malerin. Die Künstlerin ist vor allem bekannt für ihre Künstlerbücher und Leporellos, die klassische Märchen in einer künstlerischen Zeichensprache und Piktogrammen nacherzählen. Internationales Renommee erlangte sie mit dem Künstlerbuch Wilhelm Tell, das 1962 vom Museum of Modern Art herausgebracht wurde.
Noch bevor sich der Begriff Artist’s book etabliert hatte, definierte Warja Lavater das Buch als künstlerisches Experimentierfeld für sich. Sie blieb nicht beim kleinen Format, sondern vergrösserte ihre Leporellos zu eigenständigen Skulpturen. Ab den 1970er-Jahren begann sie aus handgeschöpftem Papier kleine und grössere Papier-Skulpturen zu formen, sogenannte Paper Art.
Ihre Artists’ books bezeichnete sie als Folded Stories, Pictosonies, Sing-Song-Sings und Imageries. Diesen Werken liegt die Idee zugrunde, dass abstrakte Bildelemente Geschichten visuell erzählen können. Als Medium wählte die Künstlerin das Leporello. Dieses vermag durch seine ausziehbaren und faltbaren Seiten die Beweglichkeit und den zeitlichen Verlauf einer Erzählung wie auf einem Filmstreifen einzufangen. Die in immer neuen Konstellationen sich wiederholenden Symbole werden in einer Legende erklärt, so dass sich die abstrakten Bilder wie bei einer Landkarte mittels der Zeichenerklärung entziffern lassen.

## Leben

### Kindheit und Herkunft
Barbara Esther Lavater wurde am 28. September 1913 auf dem Brühlberg in Winterthur als Tochter der Schriftstellerin Mary Lavater-Sloman und deren Ehemann, des Ingenieurs Emil Lavater geboren. Die ersten neun Lebensjahre verbrachte sie mit ihren Eltern in Moskau und Athen, bevor sich die Familie 1922 in Winterthur niederliess.
Mit neun Monaten reiste sie mit ihren Eltern nach Moskau, wo der Vater die Firma Sulzer AG repräsentieren sollte. 1915 wurde der Bruder Hans Caspar geboren. Das russische Kindermädchen gab ihr den Namen Warja, eine Koseform von Warwara (russisch für Barbara). Nach der Februarrevolution 1917 wurde die Situation für die Familie zunehmend gefährlich. Die Flucht wurde beschlossen, und so fuhren sie mit wenig Gepäck auf einem Pferdewagen los, um durch verschneite Landschaften und über Umwege nach Hamburg zu gelangen. Bei den Eltern der Mutter konnten sie logieren. Der Vater wurde bald zum Militärdienst in die Schweiz einberufen und reiste alleine ab. Die Mutter folgte ihm mit zwei kleinen Kindern später nach.
1919 wurde Emil Lavater erneut von der Firma Sulzer ins Ausland geschickt, diesmal als ihr Vertreter in Athen. Im selben Jahr kam der zweite Bruder Hans Rudolf zur Welt. Die inzwischen fünfköpfige Familie wohnte in einer Villa in einem Vorort von Athen. Warja besuchte mit ihrer Mutter oft die Akropolis. Nach zwei Jahren in Athen zwang der Griechisch-Türkische Krieg Emil Lavater, seine Vertretung aufzugeben und mit seiner Familie nach Winterthur zurückzukehren. 1926 wurde die Schwester Cleophea Ursula als letztes Kind der Familie geboren.
Warja wurde 1921 zum ersten Mal in eine Schule geschickt. Sie hatte wegen ihrer geringen Vorkenntnisse Schwierigkeiten in den Fächern Mathematik und Schreiben. Diese Erfahrung schlug sich später produktiv in ihrem künstlerischen Schaffen nieder: Sie wusste, wie seltsam es sich anfühlt, wenn den Bild-Zeichen plötzlich Laute und Klänge und Bedeutung zugeordnet werden.

### Ausbildung zur Grafikerin
Warja Lavater wurde an der Kunstgewerbeschule Zürich als Grafikerin ausgebildet. Es war ihr Vater, der Warja Lavater die Zweifel nahm und sie unterstützte, sich zur Grafikerin ausbilden zu lassen. Sie erinnerte sich, dass sie mit ihrem Vater als junge Frau in Winterthur auf einem Spaziergang an einer schwarzen Güterlokomotive vorbeikam. Der Vater zeigte auf die schöne grosse goldene Ziffer und meinte beruhigend: «Nicht unbedingt eine Malerin musst du sein … Es gibt heutzutage einen ganz modernen Beruf, wie er heisst, das weiss ich nicht, da lernst du eine solche Ziffer zu zeichnen!» Und so fiel die Entscheidung: Am 2. Februar 1931 meldete sie sich an der Gewerbeschule der Stadt Zürich an.
Die Aufnahmebedingungen unterlagen einem strengen Genderkriterium. Es hiess, Mädchen würden in kunstgewerblichen Berufen sehr schwer eine Anstellung finden, weshalb die Aufnahme von Schülerinnen beschränkt sei. Die zweitägige Aufnahmeprüfung fand im März 1931 statt. Lavater berichtet, dass sie, nach dem Vorbild des Bauhaus-Vorkurses, senkrechte und waagrechte Linien und einen Kreis zeichnen sowie den drei geometrischen Formen – Kreis, Quadrat und Dreieck – eine Grundfarbe zuordnen musste.
Nach bestandener Aufnahmeprüfung verliess Lavater vorzeitig das Gymnasium in Winterthur und begann die sogenannte Allgemeine Klasse – das propädeutische Jahr – an der Kunstgewerbeschule Zürich. Damals befand sich die Kunstgewerbeschule, eine Abteilung der Gewerbeschule, noch im Ostflügel des Landesmuseums. 1933 wurden alle Abteilungen der Gewerbeschule an einem Ort zusammengeführt: im modernen Neubau an der Ausstellungsstrasse, dem heutigen Museum für Gestaltung Zürich.
Nach dem propädeutischen Jahr wurde sie in die Grafikklasse von Ernst Keller aufgenommen und lernte bei ihm die Grundlagen des Gestaltens. Keller begann seine Stunden immer mit dem Wichtigsten, dem schriftgrafischen Zeichnen, wie sich Lavater rückblickend erinnerte. Es ging dabei um Fragen der visuellen Komposition und Wirkung sowie der praktischen Durchführung von der gelungenen Skizze zur «Reinzeichnung». Er brachte seinen Schülern «duftende» Zigarrenschachteln mit und erklärte den Sinn des Ornamentes für die Verpackung. Die für die Produkte entworfene Etiketten sollten nach dem Inhalt gestaltet werden. Bei einem Produkt wie teurem Wein müsse der köstliche Geschmack visuell mitgeteilt werden.
Im März 1935 schloss Lavater ihre Ausbildung zur Grafikerin mit einem Diplom ab. Ihre Leistungen wurden mit einer Gesamtnote von gut bis sehr gut bewertet und ihr die Berufsfähigkeit attestiert. Noch Jahre später war Lavater voller Bewunderung und Dankbarkeit für ihren Grafiklehrer: «Ein Lehrer der wie zugeschnitten, für meine Art mich auszudrücken, war, der mir alles beibrachte, das ich in der Folge, mein ganzes Leben lang angewendet und weiterentwickelt habe. Noch heute höre ich innerlich seine Bemerkungen, seine Axiome.»

### Angewandte Grafik: Büro Honegger-Lavater
Den Grafikerin-Beruf übte Warja Lavater weitgehend zusammen mit ihrem späteren Mann Gottfried Honegger aus. Nach ihrer Ausbildung nahm Lavater eine Stelle in Basel an. Sie wohnte bei ihrer Tante Louise und arbeitete als Grafikerin bei Hermann Eidenbenz. Unter ihm nahm sie an der Gestaltung des Schweizer Pavillons für die Weltausstellung in Paris teil und war bei der Eröffnung im Mai 1937 zugegen. Im selben Jahr besuchte sie einen Kurs für Modezeichnen an der Académie de la Grande Chaumière in Paris.
Im April 1937 kontaktierte der junge Schaufenster-Dekorateur Gottfried Honegger, der einen Partner für sein Grafikatelier in Zürich suchte, Warja Lavater in Basel, nachdem Hermann Eidenbenz sie ihm empfohlen hatte. Die beiden gründeten sogleich das Atelier Honegger und Lavater. Ihre erste Geschäftsadresse war an der Stockerstrasse in Zürich. Anfänglich waren die Aufträge vor allem Werbeplakate für Restaurants und Coiffeuresalons. Honegger kümmerte sich um die Aufträge und Lavater besorgte die grafische Gestaltung.
Immer besser fassten die beiden Fuss und erhielten Aufträge von grösseren Firmen wie PKZ, Grieder, Bally und Geigy. Durch den Emblem-Entwurf für die Schweizerische Landesausstellung und das Logo für den Schweizerischen Bankverein (heute UBS) 1939 gelang es ihnen, sich im Raum Zürich zu etablieren. Gottfried Honegger war wissbegierig, lernte schnell von seiner Partnerin die Grundgesetze der Gestaltung und übernahm immer öfter auch selbst den kreativen Part. Im grafischen Atelier ergänzten sie sich: Während Lavater mit Akribie gestaltete, brachte Honegger neue Ideen und Techniken wie die Fotomontage ein.
Sie schuf unter anderem die Signete für den Schweizerischen Bankverein (drei Schlüssel) und für die Schweizerische Landesausstellung 1939. Ein zweijähriger Aufenthalt in New York in den Jahren 1958 bis 1960 brachte entscheidende Impulse für ihre spätere künstlerische Tätigkeit. Werbeschilder und Signale im Strassenbild jener Stadt regten sie dazu an, Piktogramme als bildsprachliche Elemente zu verwenden.

### Künstlerehe
Nach einem gemeinsamen Aufenthalt in Paris im Winter 1938/1939 verlobten sich Warja Lavater und Gottfried Honegger. Sie heirateten am 21. Juni 1940. Das Atelier hiess fortan Honegger-Lavater. 1943 und 1944 wurden die Töchter Bettina und Cornelia geboren. Nach dem Krieg bezog die Familie eine Elf-Zimmer-Wohnung an der Kirchgasse 50 mitten in der Altstadt von Zürich. Sie wurde ein Ort des intensiven sozialen Austausches, ein Treffpunkt für Intellektuelle und Künstler aus ganz Europa. Neben hier ansässigen Künstlern wie Max Bill, Max Frisch, Hermann Hesse oder Robert Gessner sind auch Benjamin Britten, Richard Hülsenbeck und viele mehr zu nennen.
In dieser Zeit begannen Honegger und Lavater zu malen; neben der alltäglichen Gebrauchsgrafik gewann die freie Kunst zunehmend an Bedeutung. 1960 konnten beide den Sprung wagen: Nach einem zweijährigen Aufenthalt in New York hatten sie genug internationale Kontakte, um sich in als freischaffende Künstler zu etablieren. Gottfried Honegger hatte als Kunstagent für die J. R. Geigy AG die Künstlerszene und die Museen sowie Galerien in New York kennengelernt. Mit einer Ausstellung bei Martha Jackson gab er sein Debüt als Künstler, seitdem verkaufte er seine Bilder mit Erfolg. Ab 1960 besass jeder sein eigenes Atelier.
Von 1963 bis zu seiner Trennung 1972 lebte das Ehepaar Honegger-Lavater abwechselnd im Winter in Paris und im Sommer in der Nähe von Zürich; den Zweitwohnsitz in Paris behielt Warja Lavater bis ins hohe Alter bei.
1972 verliess Gottfried Honegger seine Frau; die Ehe wurde gerichtlich am 30. August 1974 getrennt. Die Scheidung erfolgte am 22. September 1993. In beiden Fällen war Warja Lavater die Klägerin; aber aus den Briefen geht hervor, dass in erster Linie Gottfried Honegger die Trennung und die Scheidung wollte. Es ging ihm um «Freiheit» und «Unabhängigkeit», um seinen Weg als Künstler. Für Warja Honegger-Lavater waren Trennung und Scheidung gravierende Einschnitte in ihrem Leben, die sie immer wieder erwähnte. Zugleich löste die Trennung von ihrem Mann eine neue Schaffensphase aus.
Warja Lavater starb 2007 und wurde auf dem Zürcher Friedhof Fluntern beigesetzt.

## Künstlerisches Werk

### Abstrakte Druckgrafiken der 1950er-Jahre

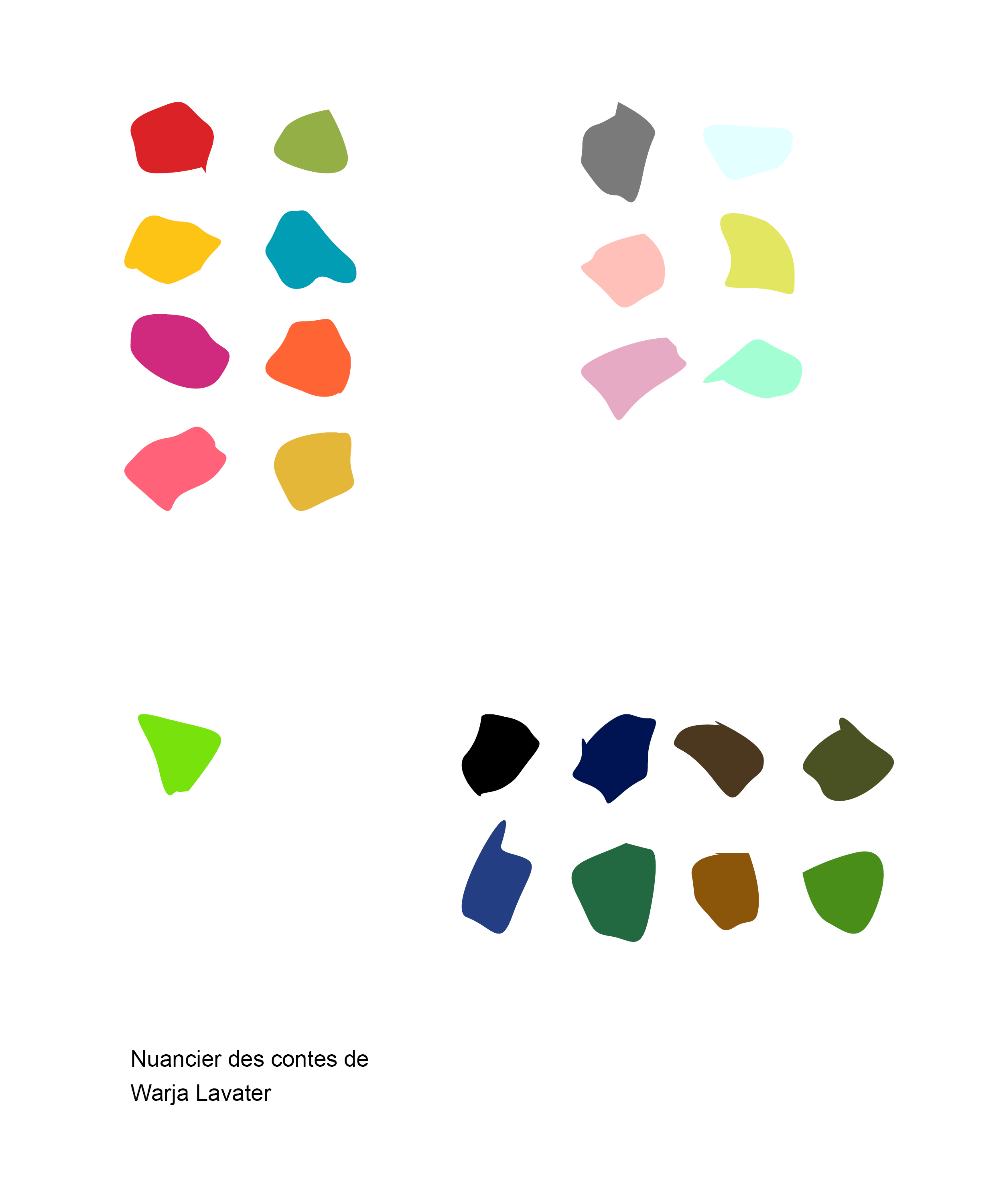
Farbpalette passend zum Märchenensemble von Warja Lavater

In der ersten Hälfte der 1950er-Jahre entstand eine Reihe von abstrakten Druckgrafiken, die aus dem Gesamtwerk herausstechen. Es sind Radierungen von hoher handwerklicher und ästhetischer Qualität, deren figurative Abstraktionen Motive aus dem Grossstadtleben in New York und Paris spiegeln. Lavater hatte verschiedene Kurse für Radierung besucht, zum Beispiel am Royal College in London und bei Friedlander in Paris. Die Ausstellung ihrer Radierungen in George Wittenborns Kunstbuchhandlung in New York 1957/58 war eine ihrer ersten Schauen als Künstlerin. Die experimentelle Kombination von verschiedenen Radiertechniken erlernte Warja Lavater in Kursen bei Stanley William Hayter in New York und Johnny Friedlaender in Paris. Ihre ersten abstrakten Originalgrafiken reichen ins Jahr 1955 zurück und bilden den Auftakt ihrer eigenständigen künstlerischen Arbeit.

### Künstlerbücher der 1960er-Jahre
Ab 1960 begann sie Künstlerbücher – ihre ersten Folded Stories– zu erfinden. Folded Stories deswegen, weil es Leporellos mit gezeichneten Geschichten waren. Die Zeichnungen sind keine gewöhnlichen Illustrationen, sondern Bildfolgen von abstrakten Zeichen, die LavaterSing-Song-Signs nannte. Wie bei einer Landkarte ist die Bedeutung von jedem verwendeten Zeichen in einer Legende festgelegt und jedem Leporello vorangestellt. Auf den Leporello-Seiten entfaltet sich sodann das visuelle Spiel mit den Sing-Song-Signs. Diesem Konzept, mittels abstrakter Zeichen Geschichten zu visualisieren, blieb Lavater ihr ganzes Leben treu. Sie erprobte es in den unterschiedlichsten Medien: Leporellos (livre mural, livre sculpté), Filme, Originalgrafiken, Zeichnungen, Malerei, Kunst am Bau, Filz, Stoff-Fahnen.
1962 gab das Museum of Modern Art auf Veranlassung seines Direktors Alfred Barr das Leporello Wilhelm Tell heraus, in dem Warja Lavater mit Symbolen und abstrakten Formen eine Geschichte erzählt. Die späteren Werke, die sie Imageries nennt, darunter viele weitere Leporellos, entstanden in Zusammenarbeit mit dem Pariser Verleger Adrien Maeght und dem Basler Drucker Rudolf Indlekofer.
Die Piktogramm-Märchen Imageries erfuhren 1995 eine filmische Animation.

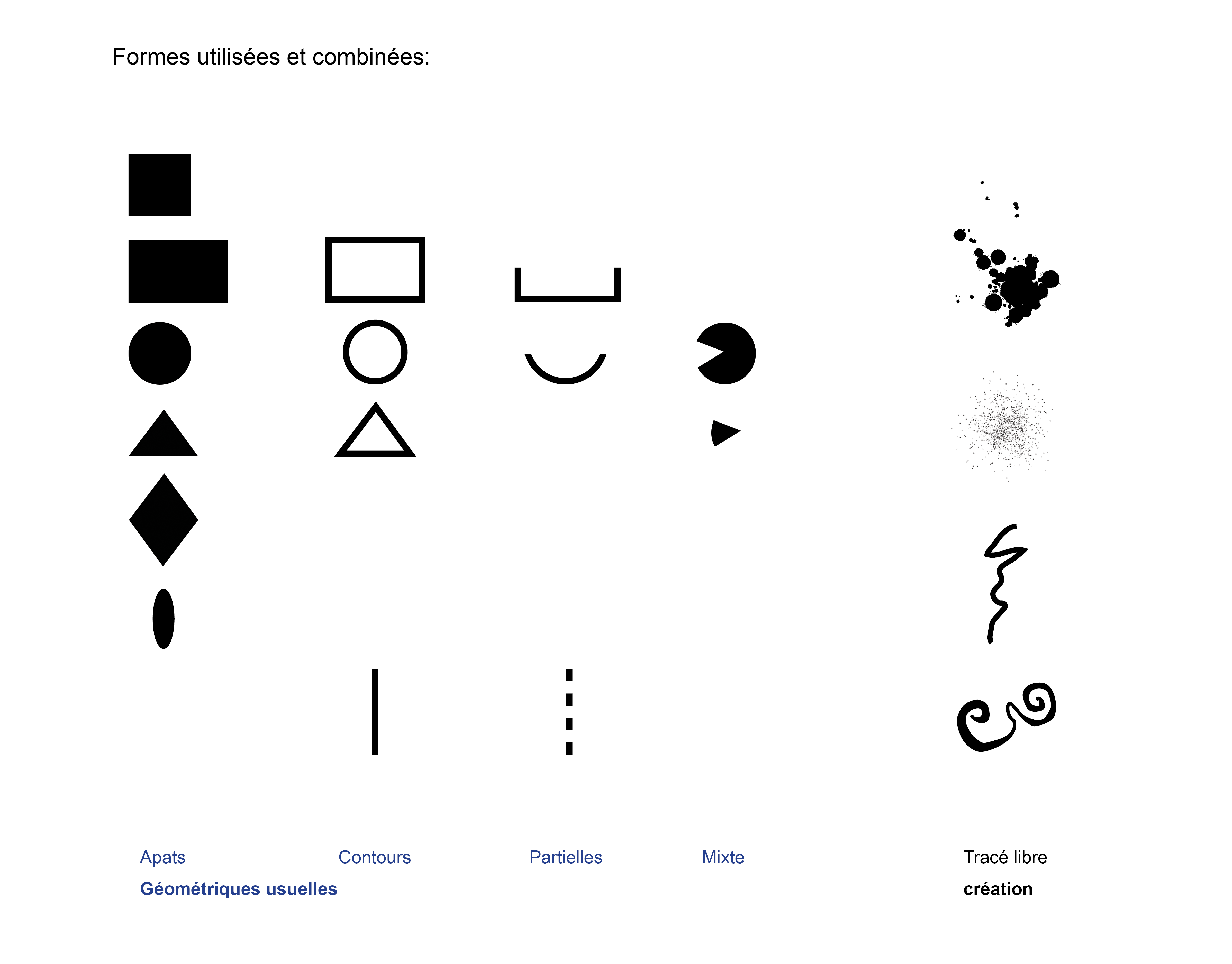
Verwendete und kombinierte Formen in Warja Lavaters Märchencode

### Paper Artder 1970er- bis 1980er-Jahre
Anfang der 1970er-Jahre begann Lavater mit handgeschöpftem Papier zu experimentieren. Das Werk Dialogue entstand als Projekt für die erste Papier-Biennale am Leopold-Hoesch-Museum in Düren 1986. Die Skulpturen formte Warja Lavater aus Papiermasse, sie war dafür in François Lafrancas Papiermühle bei Locarno zu Gast. Mit Dialogueerschloss sich Lavater ein neues künstlerisches Medium, nämlich das der Papierkunst / Paper Art und blieb dennoch ihren Künstlerbüchern konzeptuell treu. Den Papierbögen, die wie aufgeklappte überdimensionale Buchrücken aussehen, fügte sie Löcher und Risse zu und färbte sie teilweise schwarz. Die Nähe zum Buch erinnert an die Leporellos aus den 1970er Jahren, die sie “livres sculptés”nannte.

### Kunst-am-Bau-Werke für die Wasserversorgung Zürich 1972–1985
Für die Wasserversorgung Zürich gestaltete Warja Lavater drei Keramik-Wandbilder für unterschiedliche Standorte:
- 1971/72 für die Fassade des Strickhof Wasser-Reservoirs,
- 1974/75 für das Wasserschloss Gontenbach im Tierpark Langenberg (Wildnispark Zürich),
- 1980/81 für das Grundwasserwerk Hardhof
- 1984/85 für das Ventilwerk Hubenstrasse in Schwamendingen

Die Arbeiten im Tierpark Langenberg und Grundwasserwerk Hardhof sind Kunstinstallationen der ersten Stunde. Lavater projektierte für die Innenräume der Wasserwerke eine Klang-Bild-Licht-Show, die mit dem fliessenden Wasser, den eintretenden Besucherinnen per Bewegungsmelder abgestimmt war. Beide Installationen sind als Durchgang konzipiert. Eine dicke Fensterscheibe gewährt Einblicke ins Innere des Wasserwerkes und über Lautsprecher ertönen im Durchgang Gedichte von Jean Pierre Gerwig rezitiert. Die Wände im Inneren sind mit bemalten Kacheln ausgekleidet. Das Verteilzentrum Hardhof ist seit ca. 2002/3 abgestellt und die Kunstinstallation somit nicht mehr zugänglich. Gontenbach ist hingegen immer noch in Betrieb und lässt sich in Verbindung mit einem Spaziergangs durch den Tierpark Langenberg besichtigen.
Auf Grund der Entwürfe für die beiden Keramik-Wandbilder für die Einrichtungen Strickhof und Gontenbach lässt sich annehmen, dass Warja Lavater die Gestalterin des bekannten Logos der Wasserversorgung Zürich war, wenn auch kein offizieller Auftrag an sie gerichtet wurde. Da das Zeichen aber in allen drei Werken erscheint, ist dies plausibel.

### Piktographische Filme:Imageries(1995)
Im April 1995 wurden die Imageries – audiovisuelle Adaptionen von Lavaters Leporello-Märchen – in Paris veröffentlicht. In einer Kooperation der Produktionsfirma Cinquième Agence mit dem Sender France 3, dem Animationsstudio Mac Guff Ligne und dem Musikinstitut IRCAM sowie dem Verleger Adrien Maeght entstanden sechs Kurzfilme, deren Produktion Warja Lavater intensiv begleitete. Mit dem Filmteam besprach die Künstlerin eingehend Ton, Bewegung und Rhythmus der Bilder. Auch betonte sie immer wieder, wie wichtig es ihr sei, keine Erzählstimme einzubeziehen. Das Prinzip der nonverbalen, rein visuellen Erzählung blieb so erhalten. Der Film Le Petit Poucetgewann 1995 mehrere Preise auf dem Filmfestival Imagina in Monaco.

## Rezeption

### Ausstellungen
Im Jahr 2003 ehrte das Haus Konstruktiv in Zürich die Künstlerin mit einer Ausstellung zu ihrem 90. Geburtstag.
Der künstlerische Nachlass von Warja Lavater befindet sich in der Graphischen Sammlung der Zentralbibliothek Zürich.
Vom 3. März bis zum 19. Juni 2021 findet die Ausstellung Warja Lavater: Sing-Song-Signs & Folded Stories in Zentralbibliothek Zürich statt. Der Fokus wurde auf Lavaters Künstlerbüchern und Bilderschrift gelegt. In ihrer Vernissage-Ansprache erläutert die Kuratorin Carol Ribi das Phänomen der Sing-Song-Signs und der Bilderschrift im Werk von Warja Lavater.

## Drucke, Lithographien, Leporellos
- Wilhelm Tell. Gezeichnet von Warja Honegger-Lavater. Basilius-Presse, Basel/Stuttgart 1962. 9 × 12 cm. 22-teiliges Leporello. Folded Story 1. Neuausgabe: Leporello mit 24 Seiten, 12,5 × 16 cm, mit Anleitungen in Deutsch, Französisch, Italienisch, Rätoromanisch und Englisch, NordSüd Verlag, Zürich 2019, ISBN 978-3-314-10492-3.
- Die Grille und die Ameise. Fabel von La Fontaine. Übers. v. N. O. Scarpi. Lithographie in Leporello-Faltung. Basilius-Presse, Basel 1962. 12 × 6,5 cm. 22 S. Grüner Orig.-Pappband. Folded Story 2. Gedruckt als Original Lithographie im Atelier Emil Matthieu Zürich.
- Matsch. Original Lithographie von Warja Honneger-Lavater in Leporello-Faltung. Basilius-Presse, Basel 1962, 12 × 9 cm. 22 S. Pappband m. rotem u. blauem Deckel. Folded Story 3.- Gedruckt als Orig.-Lithographie im Atelier Emil Matthieu Zürich.
- Die Party. Die vier Temperamente: Sanguiniker. Choleriker. Phlegmatiker. Melancholiker oder Party bei… Orig.-Lithographie von Warja Honegger-Lavater in Leporello-Faltung. Basilius-Presse, Basel 1962. 12 × 9 cm. 22 S. Violetter Pappband. Folded Story 4. - Als Orig.-Lithographie gedruckt im Atelier Emil Matthieu Zürich.
- La promenade en ville dessine sur pierre par Warja Honegger-Lavater. Basilius-Presse, Basel/Stuttgart 1962. 12,1 × 9,1 cm. 22 Bl. Leporello Orig.-Lithographie in Schwarz, Rot u. Grün. Folded Story 5.
- Das hässliche junge Entlein - Le Vilain petit canard - The ugly duckling. Basilius-Presse, Basel 1965. Folded Story 15 - Gedruckt als Original-Lithographie im Atelier Emil Matthieu Zürich. Die Folded Stories sind kleine Kunstwerke, sie sind so gestaltet, daß sie sowohl als Bücher wie als Wandschmuck verwendet werden können (Klappentext)
- Warja Honegger-Lavater, Charles Baudelaire: Chacun sa chimere. (Ein jeder trägt an seinem Wahn). D. Hürlimann, 1953. 36 : 27,3 cm. 2 Bl. u. 5 Original-Kaltnadel-Radierungen kombiniert mit Farblithographie. Schwarzer Büttenumschlag mit Titelaufdruck in Weiss.
- Hans im Glück erzählt und auf Stein gezeichnet von Warja Honegger-Lavater, gedruckt als Original-Lithographie im Atelier Emil Matthieu Zürich. Basilius Presse, Basel 1967, 2. Auflage. Folded Story 14